# Natalie Joyce
Pour les articles homonymes, voir Joyce.
Natalie Joyce (née le 6 novembre 1902 à Norfolk en Virginie et morte le 9 novembre 1992 à San Diego en Californie) est une actrice de cinéma américaine.

## Biographie
Née Natalie Marie Johnson le 6 novembre 1902 à Norfolk, elle est l'un des huit enfants d'Henry et Elizabeth Johnson ,. En 1920, à l'âge de 18 ans, sa première apparition est aux côtés de sa sœur aînée dans les Ziegfeld Follies,.
Installée à Los Angeles en 1922, elle commence sa carrière cinématographique par une série de comédies, des courts métrages produits par la Christie Film Company, ce qui lui vaut d’être parmi les WAMPAS Baby Stars de 1925. En 1927, en compagnie de Tom Mix, elle partage l'affiche de The Circus Ace, une production de la Fox Pictures. En 1928, elle incarne une beauté panaméenne dans Une fille dans chaque port, et fait partie du casting de Through the Breakers.

Natalie Joyce donna d’importantes informations au Los Angeles Police Department dans leur traque de deux médecins recherchés pour la mort d’une danseuse de 22 ans, Delphine Walsh, qui décéda à l’hôpital de Glendale (Californie) à la suite d’une procédure illégale, terme alors désigné pour désigner un avortement.
Après avoir fait une pause, Natalie Joyce revient au cinéma en 1930 avec Cock o' the Walk, aussi connu sous le nom de The Soul of the Tango, distribué par Sono Art-World Wide Pictures. Produit par James Cruze, le casting comprend Joseph Schildkraut, Myrna Loy et Olive Tell. Dans ce film aujourd'hui considéré comme perdu, Natalie Joyce tient le rôle de l'ingénue.
Après avoir pris sa retraite d'actrice, Joyce a travaillé comme comptable et a ouvert un salon de coiffure. Elle a épousé l'aviateur William Morris Pryce en 1933. Le couple a eu un fils nommé Michael. 
Natalie Joyce est décédée à San Diego, en Californie, en 1992, à l'âge de 90 ans.

## Filmographie partielle
- 1927 : The Circus Ace de Benjamin Stoloff : Millie Jane
- 1928 : Une fille dans chaque port (A Girl in Every Port) de Howard Hawks : une fille à Panama
- 1928 : La Petite Dame du vestiaire (Naughty Baby) de Mervyn LeRoy : Goldie Torres
- 1928 : 5000 dollars offerts (Daredevil's Reward) d'Eugene Forde
- 1929 : Laughing at Death de Wallace Fox : Sonia Petrovich
- 1930 : Cock o' the Walk de Walter Lang et Roy William Neill : Maria
- 1932 : Police Court de Louis King : l'actrice

## Pour approfondir
(en) Michael G. Ankerich (en), Dangerous Curves atop Hollywood Heels: The Lives, Careers, and Misfortunes of 14 Hard-Luck Girls of the Silent Screen, BearManor, 2010  (ISBN 1-5939-3605-2).